# Helenów (Nowa Wieś)
Helenów – część wsi Nowa Wieś w Polsce, położona w woj. mazowieckim, w pow. pruszkowskim, w gminie Michałowice.
Do 1954 roku istniała gmina Helenów.
Helenów położony jest  pomiędzy terenami gminy Brwinów i obejmuje swoim zasięgiem Stawy Helenowskie.